# Азербайджанская чайная культура
Азербайджанская чайная культура (азерб. Azərbaycanda çay mədəniyyəti) — способы, обычаи и история употребления азербайджанцами чая. В Азербайджане, где обычай чаепития широко распространён, чай считают символом гостеприимства и уважения к гостям. Подавать чай на стол до основных блюд является традицией. Азербайджанцы считают, что чай располагает к беседе и непринуждённому общению. В Азербайджане пьют в основном чёрный байховый листовой чай. Азербайджан сегодня считается классической страной чаепития на Кавказе.
В 2022 году культура чая была внесена от Азербайджана и Турции в репрезентативный список нематериального культурного наследия человечества.

## История распространения чая в Азербайджане
Чай, употребляемый на территории современного Азербайджана, многие годы поступал из Китая.
В конце XIX века энтузиаст М. О. Новоселов заложил на территории нынешнего Ленкоранского района Азербайджана опытные участки чайного дерева. Так, в 1896 году он впервые посадил на этой территории чайный куст, где к 1900 году были заложены уже небольшие опытные участки. Но они не приобрели характер промышленного производства, более того — погибли в 1920 году. Развитие чайного дела в советские годы привело к тому, что в 1928—1929 годах в Ленкоранской, а также в Закатальской зонах были вновь посажены саженцы чая, а в 1932—1934 годах началась промышленная закладка плантаций. В 1937 году были выпущены первые пачки азербайджанского чая.
В последующие годы СССР наращивал производство отечественного чая — грузинского, краснодарского, азербайджанского, так что к 1988 году в Азербайджане производилось 38,5 тыс. тонн готового чая (главным образом, чёрного). В 1983 году в Азербайджане под культурой чая было занято 9,3 тыс. га.
Однако с распадом СССР чайное производство Азербайджана стало ухудшаться и разваливаться. К тому же в 90-е годы на чайном производстве крайне неблагоприятно сказался Карабахский конфликт — объём производства чая упал к 1995 году до 1,2 тысяч тонн.
С развитием рыночных отношений в Азербайджане производство чая стало оживляться, в том числе благодаря совместным предприятиям с Турцией и Арабскими Эмиратами. Производимый в стране чай — преимущественно зелёный, но также достаточно распространён и чёрный чай («красный» — по китайской классификации), выращиваемый преимущественно в Ленкоранской зоне (к примеру Хафтонинский сорт). Азербайджанский чай нашёл потребителя в основном внутри страны, однако его можно встретить и на прилавках соседних государств, таких как Турция, Россия (Дагестан), Грузия.
Основными чаеводческими базами Азербайджана сегодня являются Ленкоранский, Астаринский, Лерикский, Масаллинский, Закатальский и Белоканский административные районы.
Сегодня в Азербайджане развитием чаеводства в основном выделяется Ленкорань-Астаринский экономический район. В Шеки-Загатальском экономическом районе этот рост происходит относительно слабо.
В 2020 году на включение в список ЮНЕСКО была подана турецко-азербайджанская заявка под названием «Культура чая: происхождение, гостеприимство и символ социального взаимодействия». В 2022 году, на заседании Межправительственного комитета ЮНЕСКО по сохранению нематериального культурного наследия, проходящем с 28 ноября по 3 декабря в Рабате, культура чая была внесена от Азербайджана и Турции в репрезентативный список нематериального культурного наследия человечества.

## Способы приготовления
Азербайджанцы заваривают чай очень крепким. Для этого используют большие заварные чайники на 500 мл или на 1 литр. Готовый чай наливают из заварного чайника, не разбавляя его кипятком или тёплой водой. Иногда чай заваривают с дикорастущими травами, такими как шалфей, чабрец, мята, чабер.

## Традиции употребления чая
Чай пьют часто с пряностями — гвоздикой, имбирем, корицей, кардамоном. Иногда в чай для утоления жажды в жару добавляют розовое масло. Азербайджанцы пьют чай не из фарфоровых чашек, а из специальных стаканчиков грушевидной формы и напоминающих вазочки. Называют эти стаканчики «армуды». Чай обычно пьют горячим, а чтобы чай не обжигал пальцы, стакан ставят на подстаканники.
По традиции чтобы не испортить вкус свежеприготовленного чая, в него не добавляют сахар или сахарный песок. Обычно к чаю подают варенье, кусковой сахар или сладости.
Чай обычно пьют вприкуску. Перед тем как отпить первый глоток, непременно окунают сахар в чай и откусывают.

## Особенности чаепития
Ни одно важное событие в жизни азербайджанцев не обходится без чаепития. Однако, само чаепитие в отличие от японской или китайской не является какой-то особой церемонией. Любое застолье у азербайджанцев начинается с чая, и им же заканчивается. Чай приносят даже в том случае, когда гость пришёл не посидеть с хозяевами, а по делу, на несколько минут. 
В любом азербайджанском поселении обязательно есть чайхана. Но в отличие от среднеазиатской, где можно плотно пообедать, в азербайджанской чайхане подается только чай. К нему могут подать конфеты, сладости, но не еду. В чайхану ходят только мужчины. Для азербайджанцев чайхана — своего рода мужской клуб, где обсуждают дела и новости, читают газеты, строят планы, играют в нарды, поддерживают отношения. 
Чай у азербайджанцев является также атрибутом сватовства. Ответ родителей невесты дается сватам посредством чая: если в чай, предложенный сватам положили сахар, значит надо готовиться к свадьбе, если же сахар подали отдельно от чая, то это означает отказ.